# 생생 라이프
생생 라이프는 대한민국에서 평일 오전 10시~11시에 텔레비전으로 방송하는 TV조선의 경제와 생활정보 소식을 전하는 평일 아침 뉴스 프로그램이다.
평일은 60분으로 방송분량이 나간다.

## 그 외 TV조선 뉴스 프로그램
- 모닝 뉴스 깨
- TV조선 정오뉴스
- 뉴스와이드 참
- TV조선 오후뉴스
- TV조선 뉴스 날